# Saint-Médard (Pyrénées-Atlantiques)
Saint-Médard település Franciaországban, Pyrénées-Atlantiques megyében. Lakosainak száma 198 fő (2022. január 1.). Saint-Médard Castelner, Monget, Peyre, Casteide-Candau, Hagetaubin és Labeyrie községekkel határos.

## Népesség
A település népessége az elmúlt években az alábbi módon változott:
| Lakosok száma | 213  | 215  | 223  | 211  | 206  | 202  | 199  | 200  | 198  |
|               | 2013 | 2015 | 2016 | 2017 | 2018 | 2019 | 2020 | 2021 | 2022 |